# George Antonius
George Habib Antonius (in arabo جورج حبيب أنطونيوس‎?; Deyr el-Qamar, 19 ottobre 1891 – Gerusalemme, 21 maggio 1942) è stato uno storico libanese, uno dei massimi esponenti del nazionalismo arabo.

## Biografia

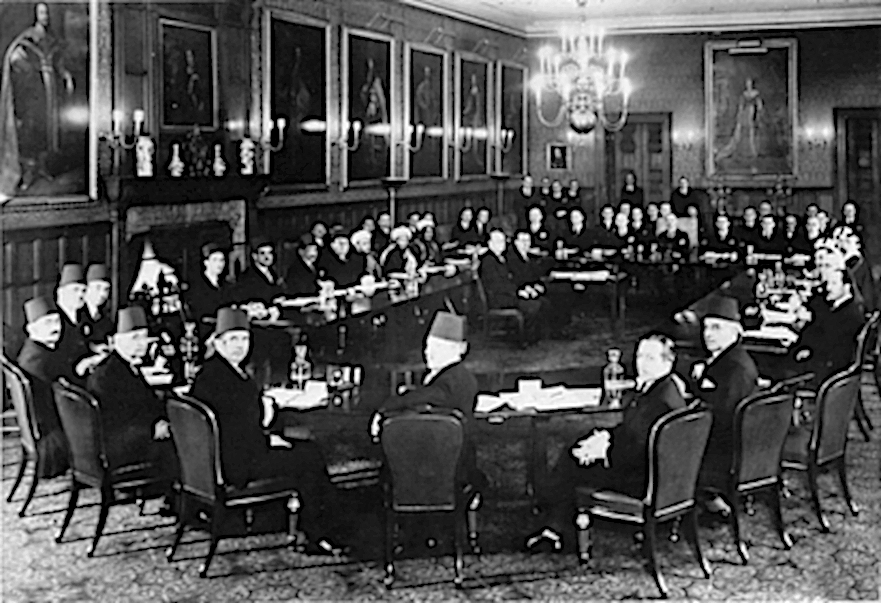
Conferenza di Londra del febbraio 1939 a Palazzo San Giacomo: i delegati palestinesi, fra cui figurava George Antonius (sulla destra, senza tarbush)

George Habib Antonius nacque da famiglia araba cristiana di confessione greco-ortodossa e fu il primo storico arabo a interessarsi del tema del nazionalismo arabo.
Visse la maggior parte della sua vita nella Palestina mandataria.

Nel 1938 uscì a Londra il libro che lo rese celebre, The Arab Awakening, che riprendeva un'espressione usata dal funzionario ottomano libanese maronita Negib Azoury e che era il frutto delle sue dirette testimonianze del fenomeno dell'immigrazione in Palestina (regolare e clandestina) degli ebrei sionisti, provenienti dall'Europa.
Per lui, il nazionalismo arabo trovava la sua origine nell'azione condotta da Mehmet Ali, pascià d'Egitto. In particolare spiegò come il nazionalismo arabo (al pari del sionismo) fosse un'ideologia concepita e maturata per specifica influenza occidentale e col suo sostegno, grazie alle scuole dei missionari protestanti. A suo giudizio, l'Università americana di Beirut aveva svolto in merito un ruolo pressoché decisivo.
In Italia il tema fu ripreso poco dopo e sviluppato con grande competenza da Ettore Rossi, col suo Documenti sull'origine e lo sviluppo della questione araba (Roma, Istituto per l'Oriente, 1944)

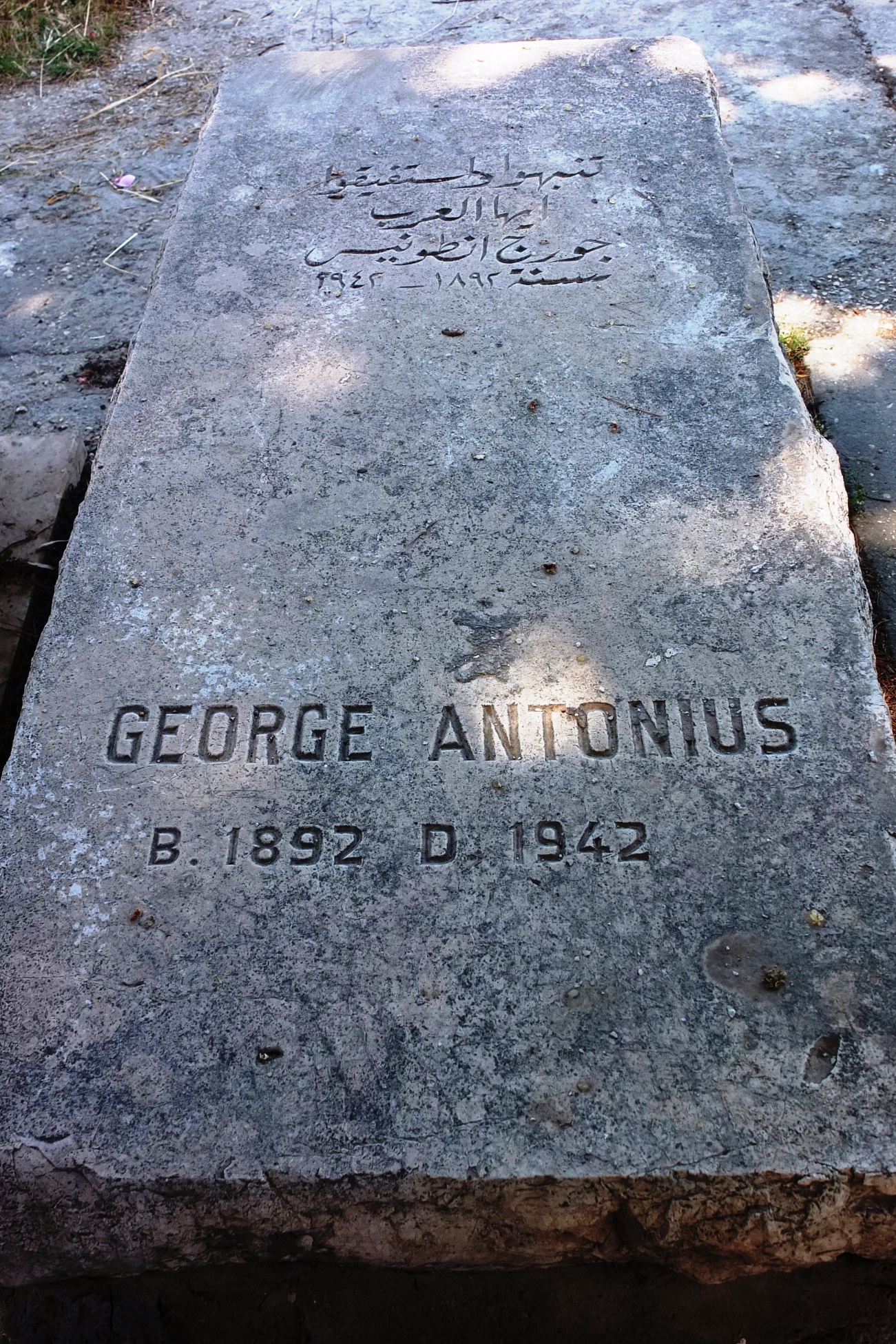